# دونالد ونايت (متزلج فني)
دونالد ونايت هو متزلج فني كندي، ولد في 8 يونيو 1947 في أونتاريو في كندا.

## وصلات خارجية
- دونالد ونايت على موقع أوليمبيديا (الإنجليزية)
- دونالد ونايت على موقع اللجنة الأولمبية الكندية (الإنجليزية)